# Adrian Ioana
Adrian Ioana (* 18. Januar 1981 in Târgu Jiu, Rumänien) ist ein rumänischer Mathematiker, der sich mit Von-Neumann-Algebren, Ergodentheorie von Orbits von Gruppen und Darstellungstheorie von Gruppen befasst.
Ioana erhielt 1997 einen ersten Preis beim nationalen rumänischen Mathematikwettbewerb und 1999 eine Silbermedaille bei der Internationalen Mathematikolympiade. Er studierte Mathematik an der Universität Bukarest mit dem Abschluss 2003 und an der University of California, Los Angeles (UCLA), wo er 2007 bei Sorin Popa promoviert wurde (Some rigidity results in the orbit equivalence theory of non-amenable groups). Als Post-Doktorand war er Olga Taussky Todd Instructor am Caltech und 2008 bis 2011 Clay Research Fellow. Ab 2011 war er Assistant Professor an der University of California, San Diego. Seit 2006 ist er Mitglied des Instituts für Mathematik der Rumänischen Akademie der Wissenschaften.
Er bewies, dass abzählbare diskrete Gruppen, die eine Kopie der freien Gruppe {\displaystyle \mathbb {F} _{2}} enthalten, überabzählbar viele nicht-orbit-äquivalente Wirkungen zulassen.
2012 erhielt er den EMS-Preis für seine eindrucksvollen und tiefliegenden Arbeiten auf dem Gebiet der Operatoralgebren und ihrer Verbindung zu Ergodentheorie und Gruppentheorie und für die Lösung einiger wichtiger offener Probleme in der Deformations- und Starrheitstheorie von Operatoralgebren, unter anderem einer Vermutung von Alain Connes über von Neumannalgebren ohne äußere Automorphismen (Laudatio). Er ist Vortragender auf dem ICM 2018 (Rigidity for von Neumann algebras).